# 罗莎·帕克斯站
罗莎·帕克斯站是法国的一个铁路车站，位于巴黎市区的东北部十九区，巴黎－米卢斯铁路和巴黎－斯特拉斯堡铁路的2.49公里处。该站是法兰西岛区域铁路系统当中的一个车站，属于第一收费区（法語：Zone 1）。罗莎·帕克斯站的工程名为“埃旺日勒站”（法語：Gare d'Évangile），因地处埃旺日勒街区而得名。罗莎·帕克斯一名则来源于非裔美國人民權運動领袖罗莎·帕克斯。

## 历史
罗莎·帕克斯站建成于2015年12月13日，是既有铁路线上新增加的一个车站。
罗莎·帕克斯站建成后成为了巴黎－米卢斯和巴黎－斯特拉斯堡两条铁路自巴黎东站算起的第一个车站。不过，尽管其位于两条铁路的正线上，罗莎·帕克斯站仅停靠RER E线，该线路在巴黎东站前的通过一个隧道口进入马让塔站，因此事实上没有任何图定车次可连接罗莎·帕克斯站和巴黎东站。

## 站台设置
车站大致呈东西走向，是一个高架车站，站台及轨道位于车站上方，下层为出入口，设有无障碍设施和扶梯。
以下为站台层（高架）的设置：
| 北↑ |      |           |             |
|     |      | 通过线    | 庞坦方向→   |
| 1道 |      | [T] · (E) | 庞坦方向→   |
|     | 岛式 |           |             |
| 2道 |      | [T] · (E) | ←马让塔方向 |
|     |      | 通过线    | ←巴黎东方向 |
| 南↓ |      |           |             |

## 停靠线路
以下列车线路在罗莎·帕克斯站停靠：
| 罗莎·帕克斯站列车线路表 |        |      |               |                                        |
| 起点                    | 上一站 | 线路 | 下一站        | 终点                                   |
| 奥斯曼-圣拉扎尔         | 马让塔 | (E)  | 庞坦          | 谢勒-古尔奈                            |
| 奥斯曼-圣拉扎尔         | 马让塔 | (E)  | 庞坦/丰特奈谷 | 马恩河畔维利耶-勒普莱西特雷维斯/图尔南 |

## 配套交通

### 长途客车
罗莎·帕克斯站附近暂无图定大巴车停靠。

### 城市公共交通
罗莎·帕克斯站附近有多个公交车站。
| 罗莎·帕克斯站附近的市内公共交通线路            |                             | |
| 公交车站名称                                   | 位置                        | 停靠线路 |
| 罗莎·帕克斯站                                  | 罗莎·帕克斯站北侧           | 巴黎-小教堂门 ↔ 巴黎-万森门                                                                                  |
| 罗莎·帕克斯站                                  | 罗莎·帕克斯站南侧           | 239 巴黎-罗莎·帕克斯-屈里亚勒 ↔ 圣但尼-多媒体中心 N140 巴黎-火车东站 ↔ 鲁瓦西-戴高乐机场3号航站楼            |
| Crimée - Rosa Parks 克里米亚-罗莎·帕克斯       | 罗莎·帕克斯站西南侧 200米处 | 54 巴黎-欧贝维利耶门 ↔ 阿涅尔 / 热讷维利耶- 地铁加布里埃尔·佩里站 60 巴黎-蒙马特门 ↔ 巴黎-地铁甘必大站       |
| Évangile - Aubervilliers 埃旺日勒 - 欧贝维利耶 | 罗莎·帕克斯站西南侧 250米处 | 35 巴黎-火车东站 ↔ 欧贝维利耶-市政府 60 巴黎-蒙马特门 ↔ 巴黎-地铁甘必大站 519：巴黎-欧拜维利耶门（街区环线） |
| 1.                                             |                             | |

### 社会车辆
罗莎·帕克斯站的南侧沿街可停放社会车辆。

## 未来
法兰西岛有轨电车8号线可能会延伸至罗莎·帕克斯站附近。

## 临近车站
| 罗莎·帕克斯站（Gare de Rosa Parks） |                                         |              |
| 上行车站                            | 线路                                    | 下行车站     |
| 马让塔站 2.2km ← 巴黎东站 2.5km ←   | 巴黎－米卢斯铁路 / 巴黎－斯特拉斯堡铁路 | 庞坦站 → 2km |
| - 本表仅显示运营中的线路及车站      |                                         |              |